# Northern Pursuit
Northern Pursuit is een Amerikaanse oorlogsfilm uit 1943 onder regie van Raoul Walsh.

## Verhaal
In 1941 gaat in Canada een groep Duitse saboteurs aan wal. De groep wordt meteen getroffen door een lawine. Kolonel Hugo von Keller is de enige overlevende. Hij wordt al gauw gevangengenomen door Steve Wagner en Jim Austin, twee Canadese agenten te paard. Ze besluiten hem uit te leveren aan de autoriteiten. Wagner wil het vertrouwen van de kolonel winnen om aldus de plannen van de nazi's te verijdelen.

## Rolverdeling
| Acteur         | Personage          |
| -------------- | ------------------ |
| Errol Flynn    | Steve Wagner       |
| Julie Bishop   | Laura McBain       |
| Helmut Dantine | Hugo von Keller    |
| John Ridgely   | Jim Austin         |
| Gene Lockhart  | Ernst              |
| Tom Tully      | Inspecteur Barnett |
| Bernard Nedell | Tom Dagor          |
| Warren Douglas | Sergeant           |
| Monte Blue     | Jean               |
| Alec Craig     | Angus McBain       |